# Zonder titel (Kor Heemsbergen)
In het Nelson Mandelapark ligt ten zuiden van de Karspeldreef een titelloos artistiek kunstwerk.
Het is een grof kunstwerk uit 1977 van Kor Heemsbergen (1936-2005), die behalve kunstenaar ook landschapsvormgever was. Het werk kreeg in de volksmond de namen Omegaberg en De hunebed. Het bestaat namelijk uit een zestal keurig gerangschikte Omega-tekens van cortenstaalplaat. Deze staalplaten liggen echter voor en tegen een heuvel van rotsen van Belgisch blauw hardsteen, die juist willekeurig gestapeld lijken. Van Heemsbergen is bekend, dat hij gebruik maakte van tegenstellingen in materiaal en uiterlijk daarvan. Het kunstwerk werd geplaatst in het kader van de halfprocentsregeling bij de inrichting van wat toen nog het Bijlmerpark heette (de naamswijziging vond plaats in 2014). Het lag enkele jaren in een soort wildernis, omdat het zuidelijk deel van het park later werd ingericht dan het noordelijk deel.
Het beeld onderging juist wat Heemsbergen voor ogen stond; het werd beïnvloed door natuurkrachten. Zo verzakte het Bijlmerpark en werd het beeld uiteengedrukt door opgroeiende bomen, die ook deel uitmaakten van de inrichting van het park. Tijdens de grote herinrichting van het park in de jaren 2009-2011 onder leiding van Mecanoo werden de bomen verwijderd en kreeg het een prominente plaats op een heuveltje. Het beeld werd daarbij enkele meters naar het oosten verplaatst.
Bij plaatsing in 1977 is overeengekomen dat het beeld net als vier andere beelden, permanent thuishoren in het park. Bij verplaatsing moet toestemming gevraagd worden bij de kunstenaars of erfgenamen.

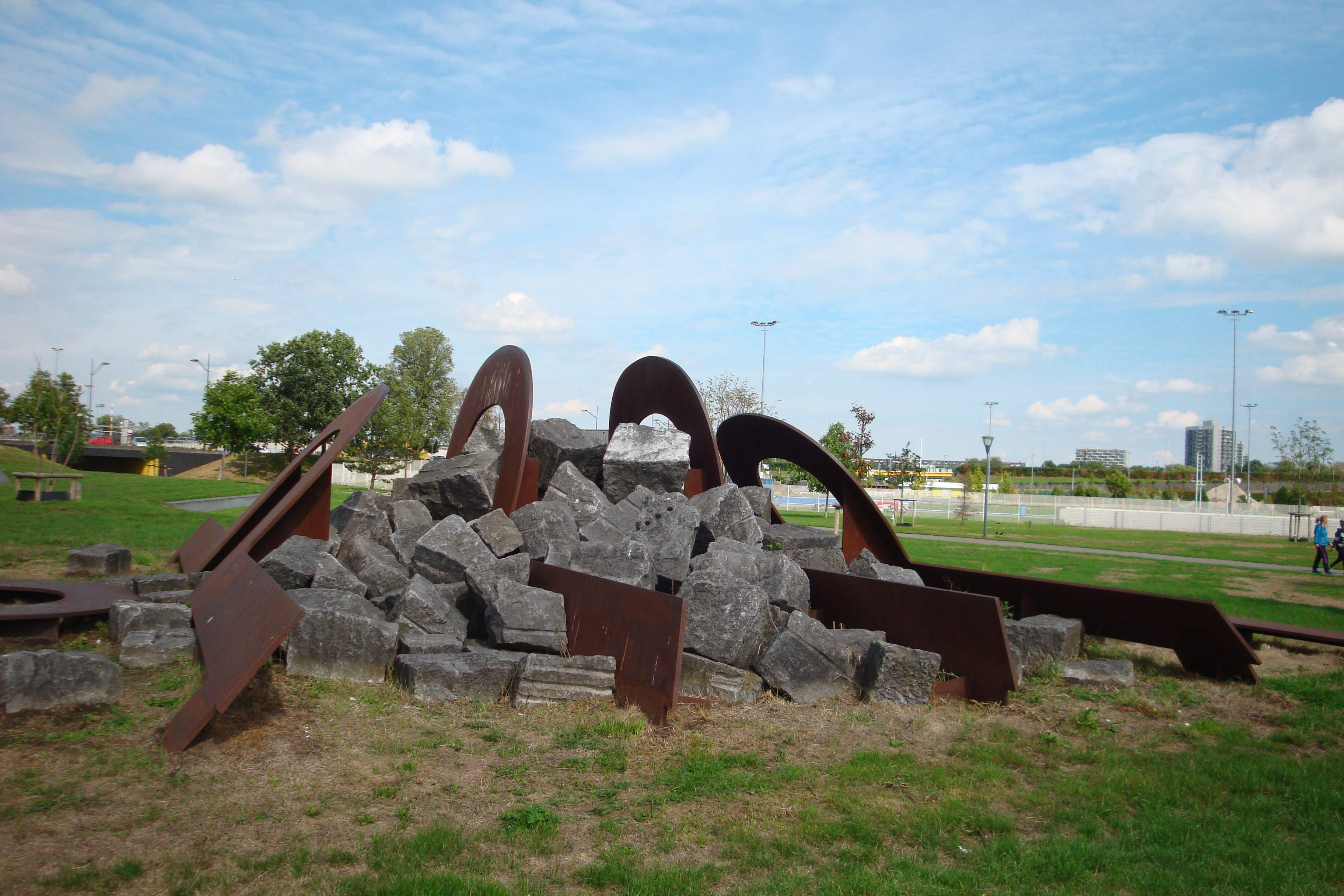
Zonder titel in 2018

Omega